# Пророк, провидець та одкровитель
Пророк, провидець та одкровитель — церковна назва, що використовується в русі Святих Останніх днів. Церква Ісуса Христа Святих Останніх днів (ЦІХ СОД) є найбільшою конфесією руху, і вона в даний час застосовує ці терміни до членів Першого Президентства та Кворуму Дванадцятьох Апостолів. У минулому термін також застосовувався до головуючого патріарха церкви та помічника президента Церкви. Інші частини та деномінації руху також використовують ці терміни.

## Походження фрази
Фраза "пророк, провидець та одкровитель" походить з ряду одкровень, які отримав Джозеф Сміт, засновник руху Святих Останніх днів. Перше одкровення, зі слів Сміта, він отримав після організації Церкви Христа 6 квітня 1830 р. заявивши, що "має вестися запис серед вас; і в ньому тебе [Сміта] має бути названо провидцем, перекладачем, пророком, апостолом Ісуса Христа, старійшиною Церкви через волю Бога Батька і за благодаттю вашого Господа Ісуса Христа». У 1835 році Сміт надалі уточнив роль президента Церкви, «головувати над усією Церквою і... бути провидцем, одкровителем, перекладачем і пророком». У 1841 році Сміт записав одкровення, яке знову повторило ці ролі: "Я даю вам Мого слугу Джозефа, щоб він був верховним старійшиною над усією Моєю Церквою, щоб був він перекладачем, одкровителем, провидцем і пророком". У 1836 році, присвятивши храм у Кіртленді, приблизно через рік після того, як Сміт організував Церковний Кворум Дванадцятьох Апостолів, він навчив, що члени Першого Президентства та апостоли також повинні бути прийняті Церквою як пророки, провидці та одкровителі: 
 Я виступив з коротким зверненням і покликав кілька кворумів і всю громаду Святих визнати Президентство як Пророків і Провидців і підтримати їх їхніми молитвами... Я тоді закликав кворуми та зібрання Святих визнати Дванадцятьох, які були присутніми, як Пророків, Провидців, Одкровителів та спеціальних свідків для всіх народів землі, які тримають ключі від царства, щоб відкрити його або заподіяти це робити між ними, і підтримувати їх молитвами. 
 Пізніше Сміт підтвердив, що інші люди, крім Президента Церкви, можуть мати ці титули. Наприклад, у 1841 році одкровення описало роль брата Сміта Гайрума Сміта як Помічника Президента Церкви : "І з цього часу я призначаю йому, що він може бути і пророком, і провидцем, і відкривачем в Моїй церкви, як і Мій слуга Джозеф".

## Значення термінів
Слова пророк, провидець і одкровитель мають окремі і різні значення в рамках руху Святих Останніх днів. Апостол Церкви Джон А. Відцо описав значення термінів та відмінності між ними: 
 Пророк це — вчитель. Це суттєве значення цього слова. Він навчає тілу істини, євангелії, яку Господь відкрив людині; і під натхненням пояснює це розумінням людей. Він є викривачем істини. Більше того, він показує, що шлях до щастя людини — це через послух до Божого закону. Він закликає до покаяння тих, хто відхиляється від істини. Він стає воїном для здійснення Господніх цілей стосовно людської родини. Мета його життя — підтримувати Господній план спасіння. Все це він робить завдяки тісному спілкуванню з Господом, допоки він «наповнений силою духом Господнім». (Міхей 3:8; див.також УЗ 20:26 ; 34:10 ; 43:16)

 Вчитель повинен навчитися, перш ніж він зможе навчати. Тому в давні та сучасні часи існували школи пророків, в яких таємниці Царства були навчені людям, які би виходили викладати євангелію і битися в битвах Господніх. Цих "пророків" не потрібно покликати до офісу; вони виходять як вчителі правди, завжди і скрізь.
Пророк також отримує одкровення від Господа. Це можуть бути пояснення вже отриманих істин або нові істини, якими раніше людина не володіла. Такі викриття завжди обмежуються наявною офіційною посадою. Нижчий не отримає одкровення на вищу посаду.
З часом слово "пророк" отримало, можливо, головне, значення — людини, яка отримує одкровення та вказівки від Господа. Основною справою пророка помилково вважалося, що передбачати майбутні події, вимовляти пророцтва, що є лише однією з кількох пророчих функцій.
В розумінні, що пророк це — людина, яка отримує одкровення від Господа, назви "провидець та одкровитель" просто посилюють більш широке та всеосяжне значення назви "пророк". Зрозуміло, однак, що є багато мудрості в конкретному визначенні функцій пророка як провидця і одкровителя, як це робиться на конференціях Церкви.
Провидець — це той, хто бачить духовними очима. Він сприймає значення того, що видається незрозумілим для інших; тому він — тлумач і пояснювач вічної істини. Він передбачає майбутнє з минулого і з сучасності. Це він робить силою Господа, що діє через нього безпосередньо, або опосередковано за допомогою божественних інструментів, таких як Урим і Туммім. Коротше кажучи, він — той, хто бачить, хто ходить у Господньому сяянні з відкритими очима. (Книга Мормона, Мосія 8:15-17)
Одкровитель сповіщує, за допомогою Господа, дещо раніше невідоме. Це може бути нова або забута істина, або нове або забуте застосування відомої істини для потреби людини. Завжди одкровитель має справу з істиною, певною істиною (УЗ 100:11), і завжди це приходить з божественим знаком схвалення. Одкровення можуть бути отримані різними способами, але це завжди передбачає, що одкровитель так жив і веде себе, щоб бути в настрої або гармонії з божественим духом одкровення, духом істини, і тому здатний приймати божествені послання.

 Підсумовуючи: пророк це — вчитель відомої істини; провидець це — сприймач прихованої істини, одкровитель це — носій нової істини. У найширшому розумінні, яке найчастіше використовується, титул "пророк" включає інші титули та справи пророка, вчителя, сприймача та носія істини. 

## Поточне використання всередині Церкви СОД
На дворічній загальній конференції Церкви СОД ім'я Президента Церкви презентується членам як "пророк, провидець і одкровитель і Президент Церкви Ісуса Христа Святих Останніх днів".  Член запрошуються підтримати президента в цих ролях, показати якщо хтось є проти також дозволено. Крім того, радники у Першому Президентстві та члени Кворуму Дванадцятьох Апостолів підтримуються членством як "пророки, провидці та одкровителі". До жовтня 1979 року Головуючий Патріарх церкви також підтримувався як "пророк, провидець і одкровитель".  Апостоли, які не є членами Кворуму Дванадцятьох чи Першого Президентства чи генеральними авторитетами (наприклад, як члени Кворумів Сімдесяти та Президентського єпископства), не підтримуються як пророки, провидці та одкровителі.
Процедура підтримки повторюється в місцевих підрозділах Церкви декілька разів на рік на конференціях колів, територій, приходів або філій. Ці процедури передбачені теологією Церкви СОД, яка керується управлінням за "загальною згодою" членів, де ніхто не служить на місцевому чи загальному рівні, допоки він або вона не були офіційно підтримані окремими підрозділами або Церквою в цілому.

## Зовнішні посилання
- "Пророк, провидець і одкровитель ", josephsmith.net
- Джеймс Е. Фауст, «Продовження одкровення», Ensign, серпень 1996 р., С. 2.
- Джеффрі Р. Олланд, "Пророки, провидці та одкровителі", Ensign, листопад 2004 р., С. 6.
- Гарольд Б. Лі, "Президент - пророк, провидник і одкровитель", Ensign, серпень 1972, с. 35.
- Денніс Б. Нойеншвандер, "Живі пророки, провидці та одкровителі", Ensign, листопад 2000 р., Стор. 40.
- Книга Мормона, Мосія 8:13–18